# Thomas Hutchinson
Thomas Hutchinson (9. září 1711 – 3. července 1780) byl guvernérem kolonie Massachusetts a loyalistou (zastáncem britské politiky).

## Životopis
Narodil se v Bostonu jako syn obchodníka a vlastníka lodí. Byl velice inteligentní, absolvoval na Harvardu, ještě než dovršil 16. narozeniny. Nejprve pomáhal svému otci, ale záhy se ukázaly jeho obchodnické vlohy. Nejprve byl zahrnut do vedení kolonie, pak byl zvolen zástupcem v Zákonodárném shromáždění (General Court). Zároveň zaujal ostrý postoj v opozici vůči majoritě. Jeho nepopulární názory způsobily, že ze svého postu odešel již po třech letech. V tomto roce odešel do Anglie jako komisař reprezentující Massachusetts v pohraničních sporech s New Hampshire. Roku 1742 byl opětně zvolen do Zákonodárného shromáždění, kde mezi roky 1746–1749 působil jako mluvčí. Měl velmi dobrý vliv na obchodování státu, čímž získal pověst váženého finančníka.
Po odchodu z Veřejné zprávy byl zvolen do Rady guvernéra (Governor’s Council). V roce 1750 byl předsedou komise pro přípravu vyjednávání s Indiány v oblasti Maine a vypomáhal v pohraniční komisi při sporu s koloniemi Connecticut a Rhode Island. Podporoval Franklinův plán pro Koloniální unii. Ačkoliv odporoval kolkovému zákonu (Stamp Act) a požadoval jeho zrušení, nakonec uznal jeho platnost. Kvůli tomuto postoji byl jeho městský dům vypleněn chátrou a zničeny jeho cenné sbírky knih a rukopisů.
V březnu 1771 byl zvolen guvernérem, ale veškerou jeho práci kontrolovalo britské ministerstvo. To zhoršilo jeho vztahy s vlastenci. Publikace některých dopisů o událostech v kolonii a získaných Franklinem v Anglii vyvolaly potřebu pro nezbytnost ostřejších kroků. Pod nátlakem odešel ze země a zbytek života strávil v Anglii, kde působil stále jako guvernér nad americkými záležitostmi. Jeho majetek v Americe byl zkonfiskován.
Zemřel v Bromptonu, nynější části Anglie, ve svých 68 letech.